# Monastero di Voroneț

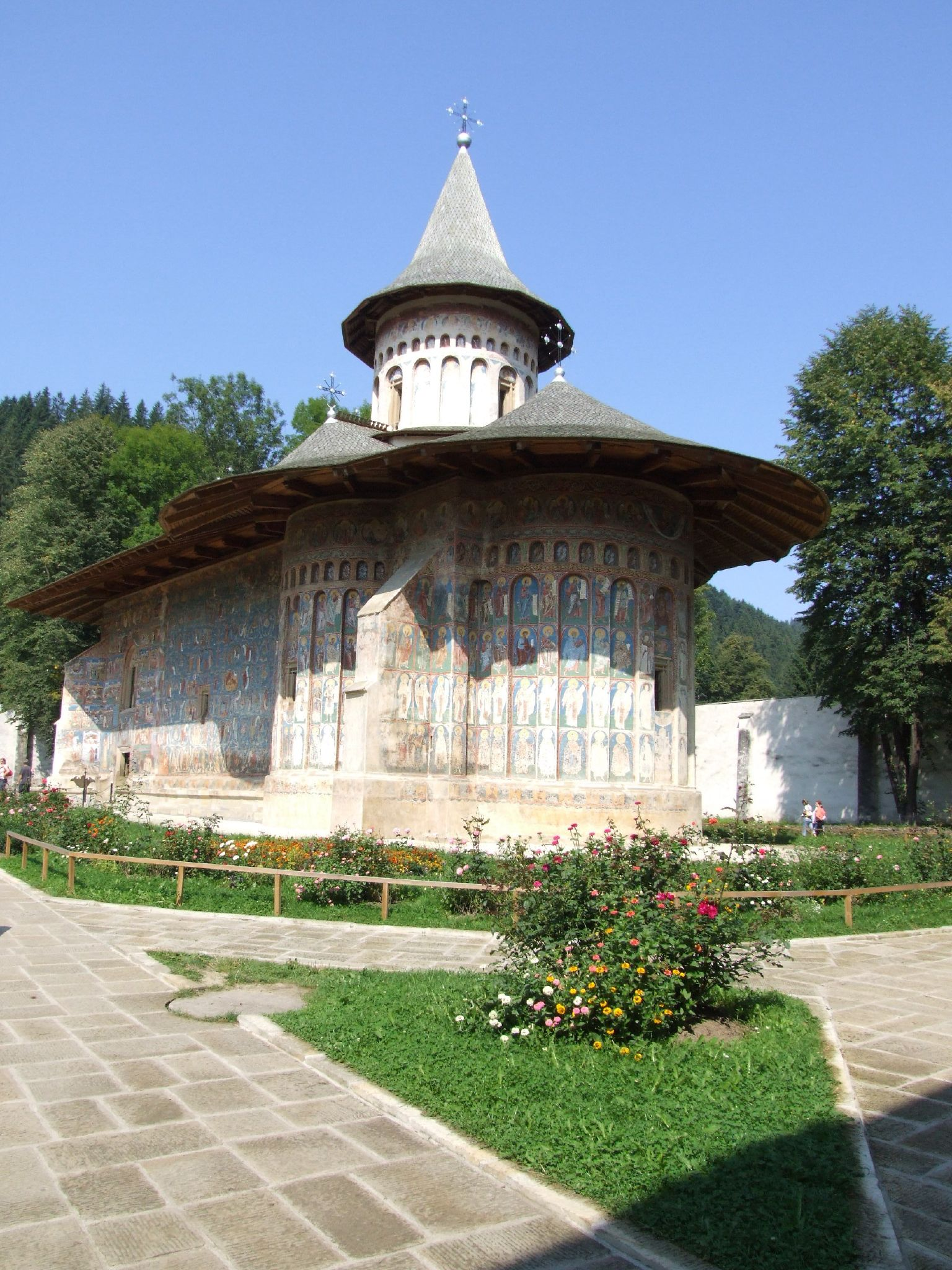
La chiesa del monastero di Voroneṭ

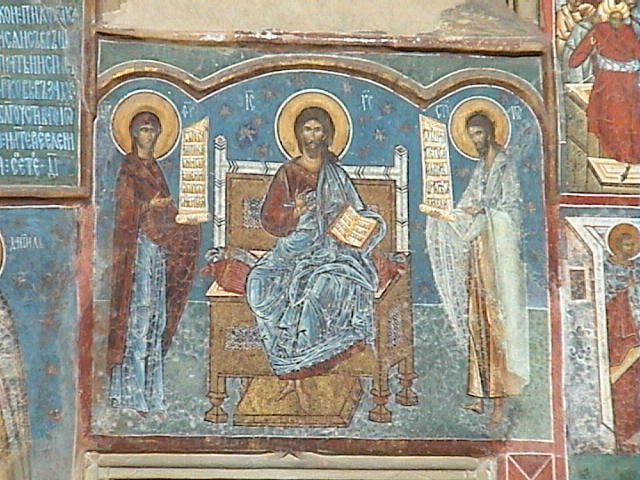
Affresco nel monastero di Voroneṭ

Il monastero di Voroneṭ è un noto monastero romeno che si trova vicino alla città di Gura Humorului, nel distretto di Suceava. Dal 1993, insieme ad altre chiese della zona, fa parte dei patrimoni dell'umanità dell'UNESCO.

## Storia
Nel 1488 Stefano il Grande ordinò la costruzione di un monastero per ricordare la vittoria sui Turchi del 1475. I lavori iniziarono il 26 maggio e si conclusero in meno di quattro mesi, il 14 settembre. Nel secolo successivo (precisamente nel 1547), furono aggiunti anche un atrio e numerosi affreschi esterni per ordine del metropolita Grigorie Roșca. Secondo tradizione, gli affreschi esterni furono opera principalmente dello ieromonaco Gaurila.
Importante anche l'affresco posto sopra la porta del pronao, con una Madonna della Misericordia con il Bambino e ai lati due angeli in preghiera. Si racconta che alla fine del sedicesimo secolo l'imperatore Rodolfo II d'Asburgo inviò due alchimisti per studiare e carpire il segreto del colore azzurro del monastero. Pur avendo prelevato alcuni frammenti, essi non furono in grado di ricreare l'esatta tonalità che circonda il Trono dello Spirito Santo. L'enigma dell'azzurro di Voronet è tuttora di difficile soluzione dal momento che, chimicamente, non è stato ancora riprodotto. Lo splendido "Voronet"  è considerato dagli specialisti come unico al mondo e altrettanto famoso come il rosso di Rubens o il verde Veronese. Si è constatato che regola la sua tonalità a seconda del grado di umidità nell'atmosfera.

## Il monastero oggi
Dell'impianto originario, oggi è rimasta solo la chiesa, di dimensioni ridotte: 25,50 metri di lunghezza ed una larghezza che va da 7,70 metri (pronao) a 10,50 metri (abside).
L'elemento caratteristico sono in ogni caso gli affreschi, con il caratteristico colore azzurro. Il principale affresco raffigura il Giudizio universale (facciata ovest dell'edificio), motivo per cui il monastero viene spesso chiamato la "cappella Sistina d'Oriente".
Oggi non rimane nulla dell'arredamento originario. Il trono è infatti una copia dell'originale (conservato in un museo). Il coro è stato invece realizzato all'inizio del Seicento. Pure l'iconostasi dell'altare non è originale, ma realizzata nei secoli successivi al posto di quella originaria.

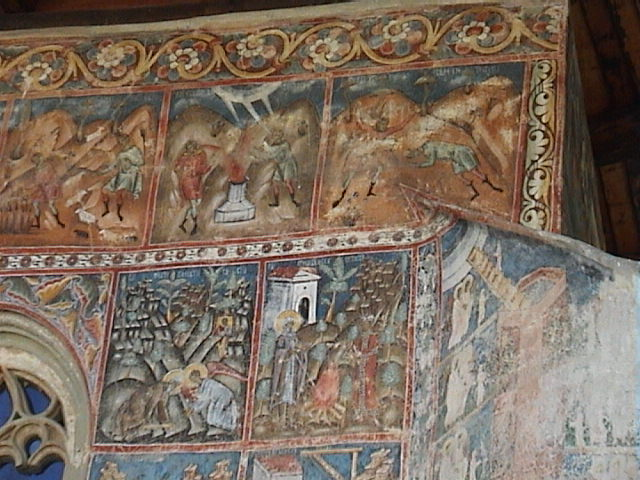
Affresco
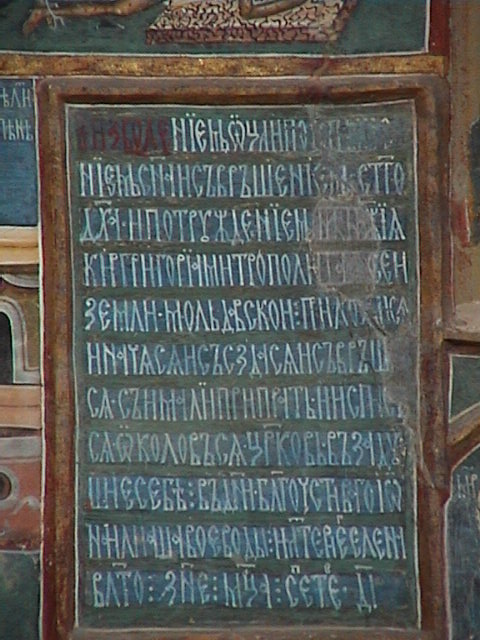
Scritte murali